# ニカラグア地震 (1972年)
1972年ニカラグア地震（1972ねんニカラグアじしん）は、1972年12月23日12時29分44秒 (CST)、ニカラグアの首都であるマナグア周辺で発生した地震。震源地は市の中心から北東に28km、震源の深さはおよそ10kmであった。また、モーメントマグニチュードは6.3、最大MSK強度はⅨ（建物一般に被害）であった。この地震によってマナグアの広範囲で死傷者が発生し、4,000人から11,000人が死亡したほか、20,000人が負傷し、300,000人以上が家を失った。

## 地殻の構造

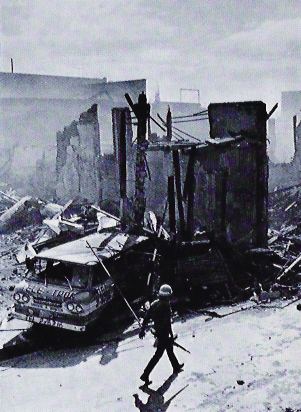
火事場泥棒を取り締まるために巡回している兵士

マナグアはニカラグアの西海岸に近いゾロトラン湖南岸にあり、中央アメリカの火山列として知られる活火山帯の中にある。そして、この都市には火山活動と地震活動の長い歴史がある。これは、中央アメリカの南西境界の近くで交差する2つの地殻プレートの相対的な動きから生じる。 東太平洋海嶺の東に位置するココスプレートは北東方向に移動しており、 カリブプレートの下にゆっくりと沈む。 浸漬帯は、 メキシコからコスタリカまで太平洋岸に沿って4〜5キロの深さで伸びる中央アメリカ海溝の表面から始まった 。  しかし、地震は2つのプレート間の単純な地殻変動ではなく、カリブプレートの南西端での地圧の浅い調整によって引き起こされたと考えられていた。 

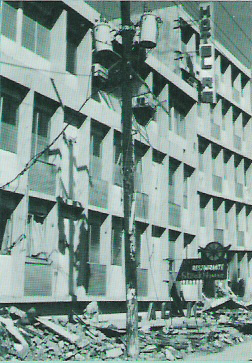
地震で破壊されたマナグア中心部のホテル

今回の地震では、市内中心部の27km2が甚大な被害を受け、13km2の建物が破壊された。中心部のオフィス街では、19階建ての建物1棟、15階建ての建物1棟、7階建てから9階建ての建物約5棟、3階建てから6階建ての建物25棟以上を含む建物の大部分が大きな被害を受けた。被害の多くは主要動から10～15秒以内に発生した地震動によるものであり、大部分の工場や小さな建物が大きな被害を受けた。多くの家や小さな店は40年以上前のもので、タケサル（またはタルケサル）と呼ばれる工法で建てられており、地震の被害を受けやすい設計となっていた。市内の推定53,000戸が被害を受けた。水道および電力網は著しく損なわれ、発災後の1週間以上はマナグアの10%のみしか水道サービスが機能していなかった。

## 表面断層
1972年のニカラグア地震による地震の最も重要な地質学的影響の1つは、地表断層だった。 断層線を調べると、北東方向に移動する横方向の動きが確認されており、余震データにより少なくとも1つの断層が地表からマナグア市の地下8〜10 kmまで広がっていたことが明らかになった。 

## 余震
本震から1時間以内に、マグニチュード5.0と5.2の2つの余震が午前1時18分と午前1時20分に発生した。 

## 応答

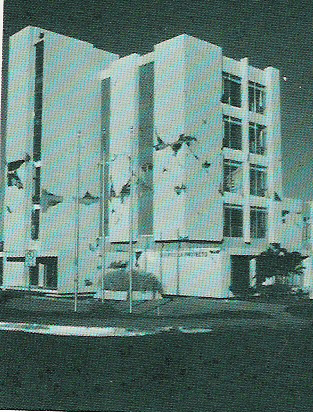
破損したオフィス街

マナグアでは100万人の住民のうち60％が避難し、食糧不足と病気に直面した。また、乾季に吹く風が地震によって引き起こされた火災を悪化させた。  地震の被害が大きかったため、市内の緊急サービスのほとんどは通常よりも著しく低いレベルで運営される事態に陥った。さらに、地震によって利用できる全ての消火設備が破壊され、火災はいくつかの地域で数日間に渡って続いたほか、震災前は1,650床を有していた4つの主要病院はすべて使用不能に陥っていた。 
ニカラグア政府は援助を訴え、アメリカやメキシコ、その他25カ国から数百万ドル相当の援助を受け入れた。それにもかかわらず、援助は十分に分配されなかったため、アナスタシオ・ソモサ・デバイレ大統領率いる与党の国家主義自由党は批判の的となった。とくに、外国からの援助を備蓄しており被災者の手元に届いていないと非難された。このような報道を受けて、プエルトリコの野球スターであるロベルト・クレメンテは、彼が計画した救援便のうち4便目に自ら同行することを選んだ。しかし、その便は1972年12月31日に墜落しクレメンテをはじめとする多くの人が死亡した。 

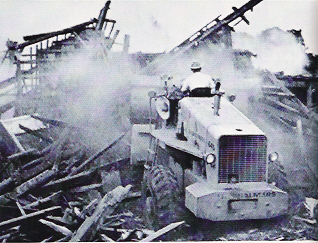
瓦礫を移動させるブルドーザー

また、マナグアは熱帯気候であるにもかかわらず冬服が届いたり、電子レンジが必要な冷凍食品であるTVディナーが届いたりするなど、被災したニカラグアの人々のニーズに合わない救援物資が多かったことも難点であった。 
のちにソモサと彼の仲間は、彼ら自身の利益のために外国の援助を使用したと主張された。   地震の前に表面化しはじめていた政権への反対は、下層階級の間のみならずソモサ政権の腐敗にうんざりした上流階級と中流階級の間でさえ急速に高まった。 これはニカラグア革命と呼ばれることになる革命運動に発展し、ソモサ政権は1979年に打倒された。 
被害の大きさ、不完全な地下地形、援助物資の横領、それに続く革命と11年にわたる内戦のために、市内中心部のほとんどが20年近くもの間、荒廃したままでした。 1990年代になってようやく本格的な復興が始まったのであった。 

## 余波
地震はその数十年の復興の間にマナグアの様相を変えた。建物は市内中心部から離れて建設されているため、市内中心部はもはや明確に定義されていない。 大規模な避難の際、避難民は水資源に近く、ほとんど地震の影響を受けない地域にキャンプを設置した。マナグアは依然として中央アメリカで2番目の規模を誇る首都であり、大都市圏を有しているが、その住民の大部分は市内中心部からかなり離れたバリオスまたは近隣に住んでいます。 コンニチでは、中央にあった建物の代わりに、政府は教皇ヨハネ・パウロ二世に敬意を表して「プラザ・デ・ラ・フェ」（信仰広場）を設置した。 